# Sacra virginitas
Mit der Enzyklika Sacra virginitas (lat. für „heilige Jungfräulichkeit“), vom 25. März 1954, lobt Papst Pius XII. die Menschen, die sich dem Dienste Gottes im Stand der Jungfräulichkeit weihen. 
Das Rundschreiben besteht aus drei großen Kapiteln: „Wesen und Würde der Jungfräulichkeit“ „Verteidigung der Jungfräulichkeit gegen falsche Lehren“ und „Praktische Folgerung“. Im Schlusswort wendet sich der Papst an die Erzieher, die Eltern und die Personen des geweihten Lebens, die in der Verfolgung leben.

## Ehelosigkeit und Jungfräulichkeit
„Die heilige Jungfräulichkeit und die vollkommene, dem Dienst Gottes geweihte Keuschheit gehören ohne Zweifel zu den kostbarsten Schätzen, die der Stifter der Kirche der von ihm gegründeten Gemeinschaft gleichsam als Erbe hinterlassen hat.“

Die Lebensform der Jungfräulichkeit und Ehelosigkeit um des Himmelreiches willen macht frei für den ungeteilten Dienst an Gott. Sie erleichtert auch das geistige und fruchtbare Leben im apostolischen Stand. Diejenigen, die ein Leben der Ehelosigkeit um des Himmelreiches wählen, seien für die Ehre und den Ruhm der Kirche unverzichtbar. 

## Zölibat
Die Alumnen, die gemäß den heiligen und festen Gesetzen das priesterliche Zölibat auf sich nehmen, sollen mit großer Sorgfalt auf diesen Stand hin erzogen werden, sie verzichten darin um des Himmelreiches willen. (Vergleiche: Optatam totius 2. Vatikanisches Konzil: Dekret über die Ausbildung der Priester vom 28. Oktober 1965). Darüber hinaus sind sie ein lebendiges Zeichen der zukünftigen, schon jetzt in Glaube und Liebe anwesenden Welt, in der die Auferstandenen weder freien noch gefreit werden. (Vergleiche: Presbyterorum ordinis   2. Vatikanisches Konzil: Dekret über Dienst und Leben der Priester 7. Dezember 1965).

## Lehre der Kirche
Pius XII. bedient sich vieler Aussagen der Kirchenväter und Kirchenlehrer, er unterstreicht damit den Wert des Standes der Jungfrauen für das pastorale Leben und hebt hervor, dass die christliche Jungfräulichkeit aus einer langen Tradition der Kirche hervorgegangen ist: 

„Die heiligen Väter ermahnen die Jungfrauen, ihren göttlichen Bräutigam mehr zu lieben als sie ihren eigenen Gatten lieben würden; Die Jungfräulichkeit ist eine Tugend der Engel.“

„Die katholische Kirche pflegt die Jungfrauen Braut Christi zu nennen.“

„Die immerwährende Jungfräulichkeit ist ein vortreffliches Gut wesentlich christlichen Charakters und unterscheidet sich von der heidnischen, weil diese zeitlichen Charakter hat. Um die Keuschheit aber zu bewahren und zu vervollkommnen, gibt es ein Mittel, dessen herrliche Wirksamkeit von der wiederholten Erfahrung der Jahrhunderte bestätigt ist: eine solide und brennende Verehrung der Jungfrau und Gottesmutter. Denn sie ist, wie schon Ambrosius sagte, ‚Meisterin der Jungfräulichkeit‘ und mächtige Mutter vor allem der dem Dienst Gottes geweihten Seelen.“

„Niemand hat vielleicht besser als Augustinus gezeigt, wie wichtig die christliche Demut für die Bewahrung der Jungfräulichkeit ist.“